# Монархія Канади
Канада  — конституційна монархія і королівство Співдружності, король Чарльз III є главою держави, з офіційним титулом «Король Канади». Представлений генерал-губернатором.

## Спадкування престолу
Спадкування престолу здійснюється відповідно до Акту про престолонаслідування 1701 року зі змінами від 2011 року. Порядок престолонаслідування визначається за принципом абсолютної прімогенітури (відомої також як шведська система престолонаслідування), тобто престол передається по низхідній лінії незалежно від статі. Крім того, спадкоємець до моменту вступу на престол повинен бути протестантом і перебувати в євхаристійному спілкуванні з англіканською церквою, але може вступати в шлюб з католиком.
Станом на зараз спадкоємцем престолу є Вільям, принц Уельський, спадкоємцем другої черги — його старший син принц Джордж Уельський, спадкоємцем третьої черги — друга дитина принца Вільяма принцеса Шарлотта Уельська.

## Королівський прапор
| Штандарт Чарльз III |
| Штандарт Чарльз III |

## Титул
- англ. Charles the Third, by the Grace of God  of the United Kingdom, Canada and of His other Realms and Territories King, Head of the Commonwealth, Defender of the Faith
- фр. Charles Troisième, par la grâce de Dieu Roi du Royaume-Uni, du Canada et de ses autres royaumes et territoires, Chef du Commonwealth, Défenseur de la Foi